# Romallo
Romallo település Olaszországban, Trento megyében. Lakosainak száma 615 fő (2018. január 1.). Romallo Cloz, Dambel, Revò és Sanzeno községekkel határos.

## Népesség
A település népességének változása:

| 2017 | 617 |
| 2018 | 615 |